# Авагян, Александр Бениаминович
Александр Бениаминович Авагян (12 ноября 1944, Киев — 26 июля 1988, Меджибож, Хмельницкая область) — украинский археолог, спелеолог, музыкант и поэт. Сооснователь украинской спелеоархеологии.

## Биография
Александр Авагян родился в 1944 году в Киеве.
В 1964 году поступил в Киевский государственный университет на факультет иностранных языков. Перешёл на исторический факультет Киевского педагогического института, который закончил в 1981 году.
С 1981 по 1984 годы работал в археологическом отряде Института археологии АН УССР.
С 1985 по 1988 годы работал археологом в Институте «Укрпроектреставрация».

## Научная деятельность
Впервые принял участие в археологических работах в 1960 году под руководством Е. В. Махно.
В составе Киевской постоянной экспедиции исследовал Подол, Печерск, Верхний город и окраины Киева.
В «Укрпроектреставрации» принимал участие в археолого-реставрационных работах в средневековых дворцах и замках Меджибожа, Староконстантинова, Острога, Тульчина, Феодосии, Бахчисарая, а также Святогорского монастыря на Волыни.
Был организатором и руководителем спелеологических исследований Киева. Разработал методику спелоархеологических исследований на базе обследования пещер Киева, Чернигова, Крыма, Волыни и Тернопольщины. Стал одним из основателей украинской спелеоархеологии.
Убит во время археологической экспедиции своим коллегой И. Сивогорло.

## Творческая деятельность
В 1962 году основал первый в Украине фольк-рок-ансамбль «Березень». Был соавтором рок-оперы «Марія Оранта».
Его стихи опубликованы в сборниках:
- Чумацький шлях. Пісні. — К., 1993
- Пыль золотая: Сб. поэзии археологов. — М., 1994.

## Признание
В честь Александра Авагяна назван грот в пещере «Голубые озёра» Тернопольской области.
С 2012 года в Государственном историко-культурном заповеднике «Меджибож» проводится всеукраинский фестиваль авторской песни «Чумацький шлях» памяти Авагяна.